# داود بن أبي الفرات
داود بن أبي الفرات: واسمه داود بن عمرو بن الفرات أبو عمرو المروز، الكندي. من رواة الحديث وهو ثقة. كان من أهل مرو ثم تحول إِلَى البصرة. قال أبو بكر بْن أَبي عاصم: مات سنة سبع وستين ومائة.

## روايته للحديث النبوي
- رَوَى عَن: إبراهيم بن ميمون الصائغ وعَبْد اللَّهِ بْن بريدة وعلباء بْن احمر ومحمد بْن زيد قاضي مرو وأبي رجاء مُحَمَّد بْن سيف الأزدي، وأبي غالب صاحب أبي أمامة.
- رَوَى عَنه: أيوب السختياني - وهو أكبر منه - وبشر بن السري وحبان بْن هلال وحجاج بْن المنهال وزيد بْن الحباب وسَعِيد بْن أَبي عَرُوبَة - وهو أكبر منه - وأَبُو داود سُلَيْمان بْن داود الطيالسي وشيبان بْن فروخ وطالوت بْن عباد وعَبْد اللَّهِ بْن يَزِيدَ المقرئ وعَبْد الرَّحْمَنِ بْن مهدي وعبد الصمد بْن عبد الوارث وعثمان بن عُمَر بن فارس، وعفان بْن مسلم وعلي بْن عُثْمَانَ اللاحقي، ومحمد بْن أبان الواسطي ومحمد بْن عرعرة بْن البرند السامي وأَبُو النعمان مُحَمَّد بْن الفضل السدوسي عارم وأَبُو سَلَمَة موسى بْن إِسْمَاعِيلَ والنضر بْن شميل وأَبُو الْوَلِيدِ هشام بْن عَبد المَلِك الطيالسي ويعقوب بْن إسحاق الحضرمي ويونس بْن مُحَمَّد المؤدب.[4]

## أقوال العلماء فيه
الجرح والتعديل
- قال أبو دواد السجستاني : ثقة.
- قال أحمد بن صالح الجيلي : ثقة.
- قال ابن حجر العسقلاني : ثقة.
- قال الدارقطني : ليس به بأس.
- قال الذهبي : ثقة.
- قال يحيى بن معين : ثقة.